# Chlorurus japanensis
Chlorurus japanensis е вид бодлоперка от семейство Scaridae. Видът не е застрашен от изчезване.

## Разпространение и местообитание
Разпространен е в Австралия, Американска Самоа, Вануату, Гуам, Източен Тимор, Индонезия, Малайзия, Маршалови острови, Микронезия, Палау, Папуа Нова Гвинея, Провинции в КНР, Самоа, Северни Мариански острови, Соломонови острови, Острови Спратли, Тайван, Токелау, Тонга, Тувалу, Уолис и Футуна, Фиджи, Филипини и Япония.
Обитава морета, лагуни и рифове. Среща се на дълбочина от 1 до 20 m, при температура на водата от 28,3 до 28,4 °C и соленост 35,2 – 35,4 ‰.

## Описание
На дължина достигат до 31 cm, а теглото им е максимум 700 g.